# Sjota Rustaveli-toppen
Sjota Rustaveli-toppen (georgiska: შოთა რუსთაველის მწვერვალი, Sjota Rustavelis mtsvervali; ryska: Пик Шота Руставели, Pik Sjota Rustaveli) är en bergstopp på gränsen mellan norra Georgien och Ryssland. Toppen når 4 859 meter över havet. Den har fått sitt namn efter den medeltida, georgiske poeten Sjota Rustaveli.